# Donskoj
Donskoj (ros. Донской) – miasto w zachodniej Rosji, w obwodzie tulskim, liczące 62 621 mieszkańców (1 stycznia 2020 r.).